# Atropacarus clavatus
Atropacarus clavatus är en kvalsterart som beskrevs av Aoki 1980. Atropacarus clavatus ingår i släktet Atropacarus och familjen Phthiracaridae. Inga underarter finns listade.